# الوحدة الوطنية لوبائيات الفترة المحيطة بالولادة
الوحدة الوطنية لوبائيات الفترة المحيطة بالولادة (NPEU) هي وحدة أبحاث متعددة التخصصات داخل قسم الصحة السكانية في نوفيلد، جامعة بوسطن.
يتضمن عملهم إجراء تجارب على عينات عشوائية وفقًا لشواهد وبرامج مراقبة وطنية ودراسات استقصائية وأبحاث أخرى عن صحة الأُم والرضيع ورعايتهم في الفترة المحيطة بالولادة (قبل وأثناء وبعد الولادة).
إن العمل المبكر للوحدة الوطنية لوبائيات الفترة المحيطة بالولادة يعمل على تطوير سجل التجارب حول الولادة وطرق تجميع نتائجها وذلك لوضع الأُسس الخاصة بمؤسسة كوكرين.